# No Fun Aloud
| Recensione              | Giudizio |
| ----------------------- | -------- |
| AllMusic                | [ 2 ]    |
| Dizionario del Pop-Rock | [ 3 ]    |

No Fun Aloud è il primo album discografico solistico di Glenn Frey, pubblicato dalla casa discografica Asylum Records nel maggio del 1982.

## Tracce

### LP
Lato A
1. I Found Somebody – 3:50 (Glenn Frey, Jack Tempchin)
2. The One You Love – 4:35 (Glenn Frey, Jack Tempchin)
3. Partytown – 2:50 (Glenn Frey, Jack Tempchin)
4. I Volunteer – 4:00 (Jack Tempchin, Bill Bodine)
5. I've Been Born Again – 4:26 (Don Davis, James Dean)

Lato B
1. Sea Cruise – 2:35 (Huey Smith, John Vincent)
2. That Girl – 3:39 (Glenn Frey, Bob Seger)
3. All Those Lies – 4:42 (Glenn Frey)
4. She Can't Let Go – 3:13 (Glenn Frey, Jack Tempchin)
5. Don't Give Up – 4:54 (Glenn Frey, Jack Tempchin)

## Formazione
- Glenn Frey - voce, chitarra solista, basso, pianoforte, Fender Rhodes
- Josh Leo - chitarra
- David Wolinski - sintetizzatore, organo Hammond
- Bryan Garofalo - basso
- Michael Huey - batteria
- Bob Glaub - basso
- Steve Forman - percussioni
- Roberto Piñón - basso
- Duncan Cameron - chitarra elettrica
- Wayne Perkins - chitarra acustica
- David Hood - basso
- Roger Hawkins - batteria, campana
- Clayton Ivey - pianoforte
- John Berry - tromba
- Lee Thornburg - tromba
- Ernie Watts - sax
- Jim Horn - sax
- Harvey Thompson - sax
- Ronald Eades - sax
- Al Garth - sassofono tenore
- Greg Smith - sassofono baritono
- Tom Kelly, Oren Waters, Julia Waters, Marine Waters Bill Champlin, Marcy Levy - cori
- Leon Blazek, Pee Wee Solters, Marlon Kinde, Buckley Wideface, Tommy Obnozzio, Jingles Squiller Heart, Floyd Tempchin, Ollie Blair, Hugh Gotteny, Peter Rennert, John McEnroe, Peter Fleming, Duane Monstertone, Freddy Buffett, Urban Azoff - (The Monstertones) - cori

Note aggiuntive
- Allan Blazek, Glenn Frey e Jim Ed Norman - produttori
- Registrazioni effettuate a: Wilder Bros. Studios e Rudy Records di Los Angeles, California; Muscle Shoals Sound di Sheffield, Alabama; Bayshore Recording Studio di Miami, Florida
- Allan Blazek e Steve Melton - ingegneri delle registrazioni
- Ray Blair, Jay Parti, Mary Beth McLemore, Ben King, George Gomez e Glenn Frey - assistenti ingegneri delle registrazioni
- Mixaggio effettuato al Bayshore Recording Studio da Allan Blazek
- Glenn Frey e Allan Blazek - concept
- Jim Shea - fotografia
- Jeff Adamoff - art direction e design copertina album originale[5]

## Classifica
Album
| Anno | Classifica    | Posizione raggiunta |
| ---- | ------------- | ------------------- |
| 1982 | Billboard 200 | 32                  |

Singoli
| Anno | Titolo del brano | Classifica         | Posizione raggiunta |
| ---- | ---------------- | ------------------ | ------------------- |
| 1982 | The One You Love | Billboard Hot 100  | 15                  |
| 1982 | I Found Somebody | Billboard Hot 100  | 31                  |
| 1983 | All Those Lies   | Billboard Hot 100  | 41                  |
| 1992 | I've Got Mine    | Billboard Hot 100  | 91                  |
| 1982 | The One You Love | Adult Contemporary | 2                   |
| 1982 | I Found Somebody | Adult Contemporary | 27                  |
| 1992 | I've Got Mine    | Adult Contemporary | 12                  |